# Madurez (educación)
La madurez o madurez académica, en términos generales, es la habilidad probada de cualquier graduado de la enseñanza postobligatoria de carácter preuniversitario, conocida en España y algunos países como bachillerato, para acceder a los programas de educación superior, y más concretamente los estudios universitarios. Si bien el significado del término podría llegar a tener notables diferencias entre países y sistemas educativos.
Por lo general, la madurez académica puede referirse a cualquiera de los siguientes supuestos:
- Los exámenes de fin de la enseñanza postobligatoria, denominados pruebas de madurez, ya que sirven también para el acceso a la universidad. Las notas obtenidas en estas pruebas se utilizan para el cálculo de los umbrales de acceso a las distintas carreras y ciclos formativos, sin la necesidad de superar pruebas adicionales sobre materias cursadas. En algunos países se combina con pruebas de carácter no docente (psicométricas, psicotécnicas, etc.), con el fin de comprobar la idoneidad del aspirante para la carrera elegida.
- La condición de un aspirante a la carrera universitaria después de haber superado tanto las pruebas de fin de la enseñanza postobligatoria como las consiguientes pruebas de acceso a la universidad, en aquellos países donde existe dicha distinción. Habitualmente ninguno de estos exámenes recibe el nombre de prueba de madurez.
- El conjunto de valoraciones para evaluar la «madurez» del aspirante para acceder a un programa concreto, a través de exámenes temáticos, el estudio del historial académico, entrevistas personales, evaluaciones varias y las notas del último título obtenido (universitario o bachillerato). En otras palabras, la madurez académica es el nivel de preparación y habilidades del candidato para cursar la carrera elegida.

## España
El acceso a los ciclos de formación superior en España requiere de la superación de las pruebas de Selectividad, a las que pueden acceder aquellos alumnos que se han graduado del bachillerato escolar. Su madurez académica, en términos estrictos, se refleja a través de la superación de dichos controles.
Sin embargo, en España el término pruebas de madurez suele referirse a los controles necesarios para aquellas personas que no poseen el título de graduado escolar ni han superado las pruebas de acceso a la universidad en ninguna de sus modalidades. Más concretamente se suele referir a los mayores de 25 años y a las pruebas de acceso a las enseñanzas artísticas y deportivas.

## MaturayAbitur
En muchos países europeos, sobre todo los de habla alemana y aquellos que por motivos históricos, políticos o sociales se han visto influenciados por el sistema educativo alemán (en su mayoría países del centro y este de Europa), utilizan uno de los términos Abitur o Matura para referirse a las pruebas de fin de la educación secundaria extendida (12 o 13 años de estudios, según el caso) y la condición del alumno para aspirar a una carrera universitaria. En estos países no existe por tanto una prueba adicional, como la Selectividad española, y su probabilidad para acceder a la carrera deseada depende de las notas conseguidas en estos exámenes (y de sus estudios de bachillerato en general).
La palabra Matura significa, en efecto, Madurez, mientras que Abitur (coloquialmente «Abi») proviene del latín abiturus que se refiere a una persona que está lista para marcharse. Anteriormente, en Alemania se utilizaba también el término Maturitätsprüfung, con el significado de prueba de madurez, y hasta hoy en día se emplea en algunos foros formales el término Reifeprüfung con un significado similar.

## Otros Países
- En Israel el término Bagrut, que en hebreo significa ‘madurez’, se emplea tanto a las pruebas como al título obtenido al final de la educación secundaria extendida, y sus notas sirven para el acceso a la universidad.[3] Se calcula a partir de las notas obtenidas en dichas pruebas en conjunto con el promedio de notas conseguidas a lo largo de los estudios en las materias incluidas en la titulación (ambos constituyendo la nota final). En el caso de la universidad pública, se suele valorar al aspirante tanto en base a estas notas como su desempeño y habilidades reflejadas a través de pruebas psicométricas.